# Florièye
Pour les articles homonymes, voir Florièye (homonymie).
La Florièye est une rivière du Var en région Provence-Alpes-Côte d'Azur, et un affluent de l'Argens.

## Géographie
De 26,4 km de longueur, la Florièye prend sa source au sud de Tourtour au lieu-dit Fonfiguière, à 649 m d'altitude et conflue dans l'Argens en rive gauche entre Taradeau et Vidauban, à 50 m d'altitude. Elle coule globalement du nord-ouest vers le sud-est. Elle traverse les gorges de Gayepan à Taradeau.

### Communes et cantons traversés
Dans le seul département du Var, la Florièye traverse cinq communes et quatre cantons :
- dans le sens amont vers aval : Tourtour (source), Flayosc, Lorgues, Taradeau, Vidauban (confluence).

Soit en termes de cantons, la Florièye prend sa source dans le canton de Salernes, traverse les cantons de Draguignan et Lorgues, et conflue dans le canton du Luc, le tout dans l'arrondissement de Draguignan.

### Bassin versant
La Florièye traverse une seule zone hydrographique ' L'Argens du Florièye inclus à l'Aille' (Y520) de 1718km2 de superficie.

### Organisme gestionnaire
Un syndicat mixte de l’Argens (SMA), qui a pour compétence l’entretien, la gestion, l’aménagement des cours d’eau et la prévention des inondations dans le bassin de l’Argens, regroupe 74 communes, 10 intercommunalités, a ensuite été créé le 3 octobre 2014. Tourtour a confirmé son rattachement à ce syndicat mixte par décision du conseil municipal du 7 novembre 2014, .

## Affluents
Le Florièye a sept affluents référencés :
- le Ruisseau de Saint-Lambert (rg), 2,4 km sur la seule commune de Flayosc.
- le Vallon de Lapié (rd) 5,8 km sur les deux commune de Tourtour et Flayosc, avec un affluent :
  - le Vallon de Font Lachade (rg), 3,9 km sur les deux commune de Tourtour et Flayosc.
- le Vallon des Oussiayes (rd), 6 km sur les trois commune de Villecroze, Flayosc, Saint-Antonin-du-Var.
- le Vallon de Berne (rd), 3,3 km sur les deux commune de Lorgues et Flayosc.
- le Regard des Cavalières (rg) 2,1 km sur les deux commune de Lorgues et Flayosc, avec un affluent :
  - le Vallon de Rimalté (rd), 6,4 km sur la seule commune de Flayosc.
- le Vallon du Figueiret (rg), 11,5 km sur les trois communes de Flayosc, Lorgues, Draguignan.
- la Gorge de Saint-Ferréol (rd), 6,4 km sur la seule commune de Lorgues.

Le rang de Strahler est donc de trois.

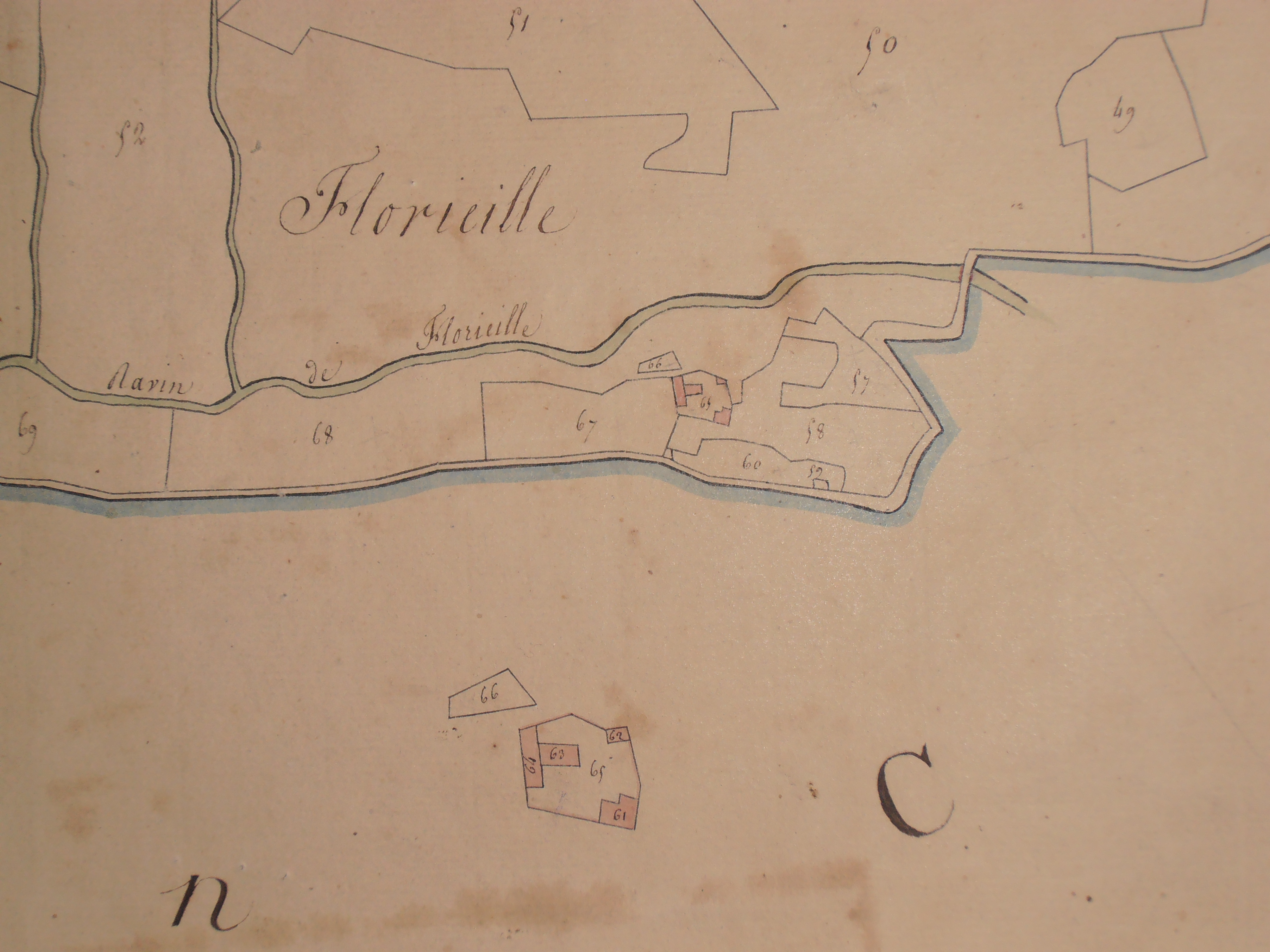
Site de Florielle, extrait du plan napoléonien
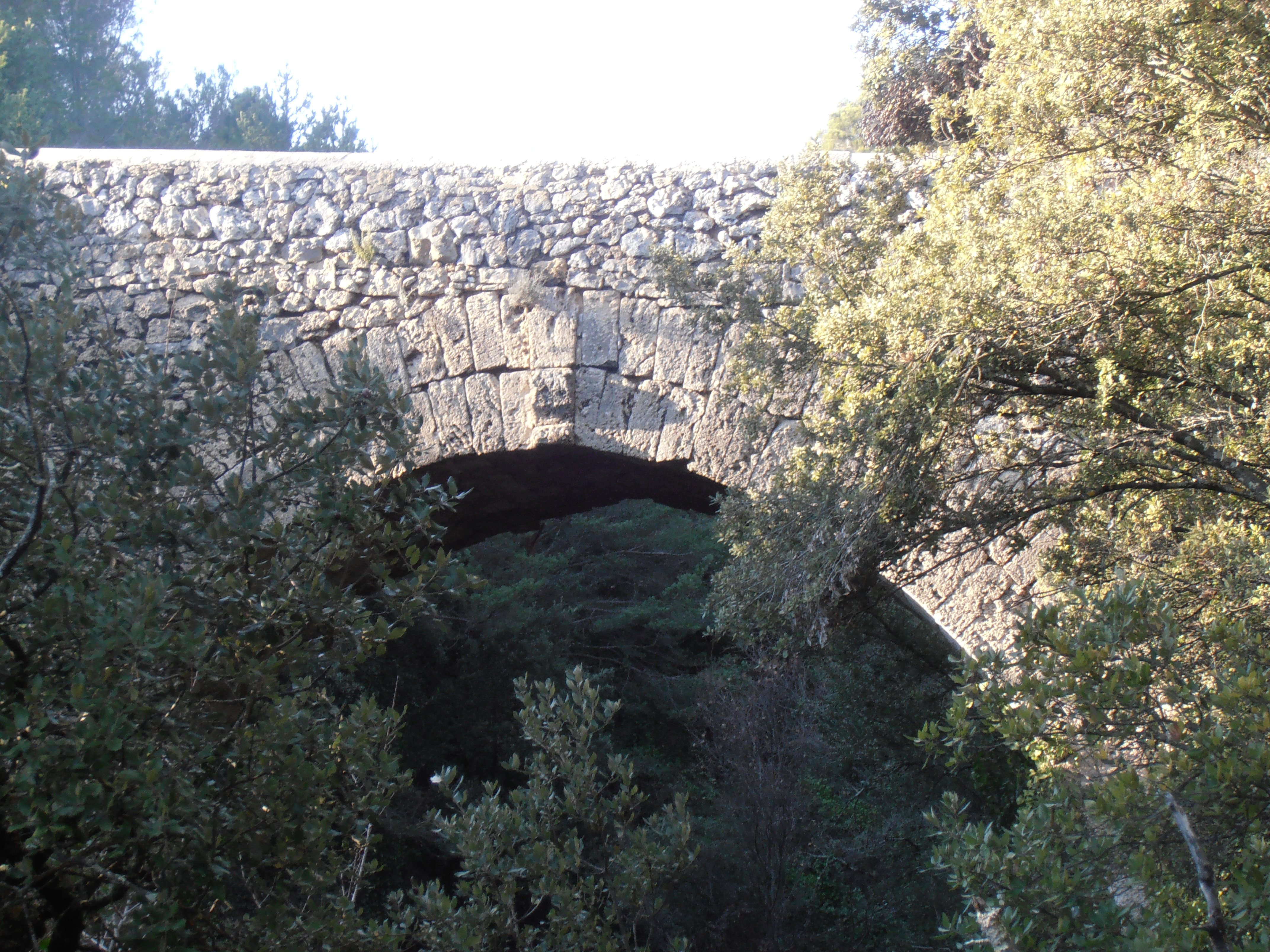
Détail du pont roman
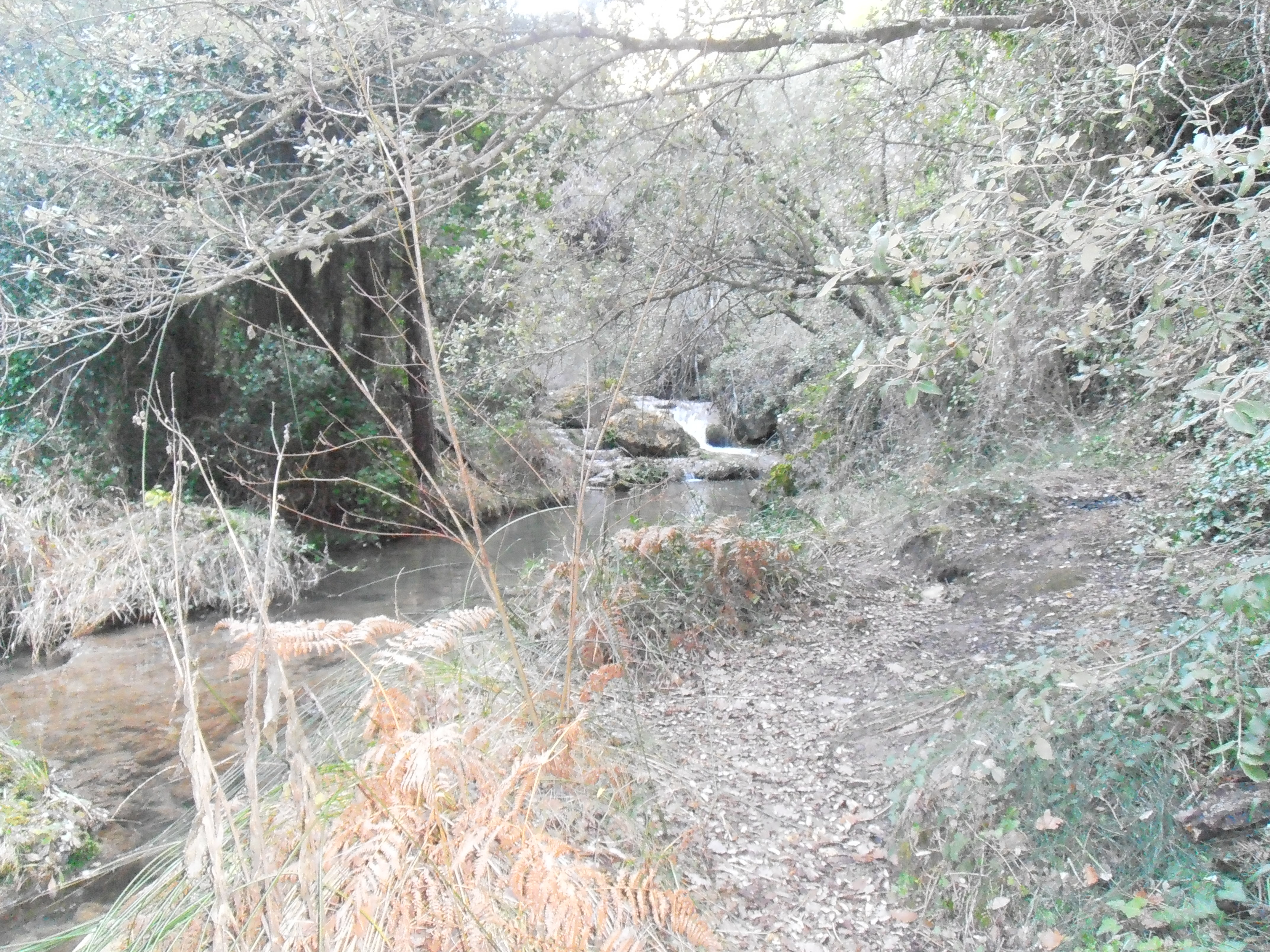
La rivière au niveau de l'abbaye de Florièyes

## Hydrologie

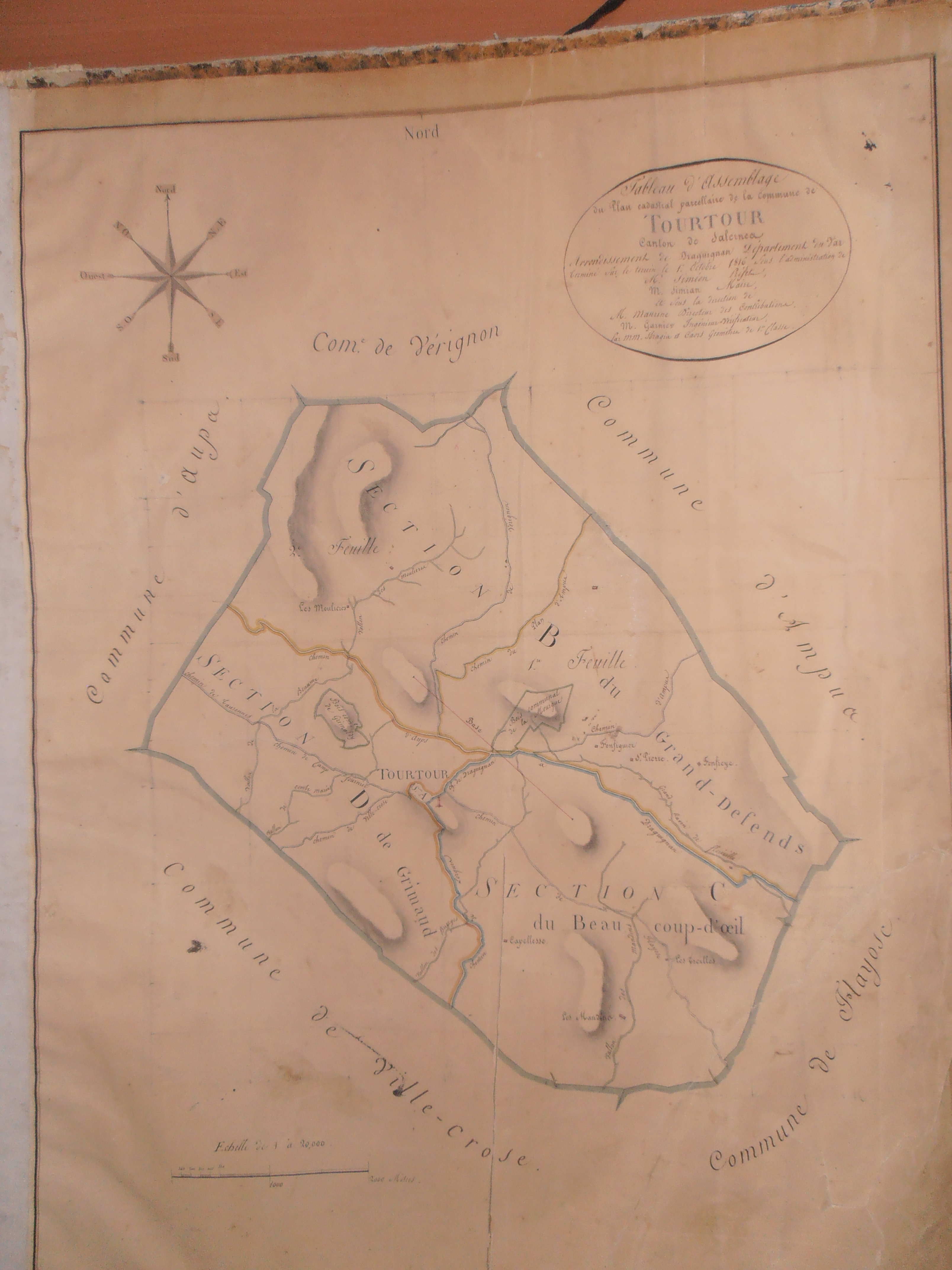
Source et parcourt de la rivière "Florielle" (extrait du plan napoléonien) : 1-Bois communal de la Mourgue, 2-Traversée du chemin d'Ampius, 3-Fonfiguier et Saint Pierre, 4-Grand ravin de la Florielle.

Le bassin versant de la Florièye draine une superficie d'environ 96 km2. Le point culminant du bassin versant est à une altitude de 858 m NGF tandis que l’exutoire se situe à 48 m NGF.

### Inondation du 15 juin 2010
Des pluies diluviennes se sont abattues sur la région les 15 et 16 juin 2010 (400 mm/m2), provoquant une la crue violente de la Florieye. Celle-ci a causé de nombreux dégâts, parmi lesquels la destruction de la route vers le pont enjambant cette rivière à Taradeau et la destruction totale de 5 habitations voisines. La zone inondée a été classée zone rouge inconstructible par arrêté préfectoral du 8 septembre 2010.
Un pont provisoire a été installé en fin d'été 2010, ainsi qu'une passerelle.
À la suite de cet événement, le Conseil Général du Var s’est engagé dès juillet 2011 dans l’élaboration du programme d’actions de prévention des inondations (PAPI). L’objectif est de réduire les risques des inondations futures en agissant sur les aléas et les enjeux.

## Aménagements
On rencontre sur son cours : le domaine Saint Pierre de Tourtour, un pont médiéval, le moulin de Lavénon, le Clos de Florièye, le château de Florièye (ruines) , la Cascade de Sauve-clare , le Moulin à Taradeau, un gué, un barrage après les gorges de Gayepan, une station de pompage, une station d'épuration après le lieu-dit les Bossons, et un camping la Musardière.

## Tourisme
Elle possède un magnifique pont médiéval dit "pont romain", situé juste en dessous des ruines de l'abbaye de Florièye sur la commune de Tourtour, en direction de Flayosc lorsque l'on suit l'ancienne Voie Romaine et un autre sur la commune de Lorgues en direction de Draguignan, sur l'ancienne route médiévale qui reliait Brignoles à Grasse.